# 姚錦成
姚錦成，MH（1988年2月4日—），生於中國大陸廣東省東莞市，香港著名職業男子欖球運動員，亦為香港男子七人欖球代表隊成員。現時在中華基督教會基道中學及香港中文大學擔任欖球隊教練。

## 運動員生涯
姚錦成生於中國廣東省，在九歲時從東莞來港生活，入讀粉嶺從謙學校，及後在2003年升讀上水鳳溪廖萬石堂中學，並於2008年中五畢業。他在2009年東亞運動會首次代表香港。2010年11月，姚錦成代表中國香港出戰廣州亞運會，參加橄欖球比賽，最終奪得銀牌。2012年香港國際七人欖球賽，銀盾8強迎戰宿敵日本的香港隊，開賽不足1分鐘先有基夫被罰紅牌出場、繼而隊長華路雲受傷退出，大部分時間6人應戰下撐足全場，惜加時遭日本以10–5宣判「即時死亡」，賽後獲家人入場支持的華將姚錦成撲向母親懷中哭成淚人。「阿成」提及母親因行動不便依然入場打氣時即哭紅眼睛：「我的恩師袁健濠及女友特地由粉嶺接載我父母來為我打氣，我賽後才知道，真的好驚喜，因為這5年媽媽都沒看我打波，但很遺憾不能在他們面前打好這比賽......」姚錦成賽後獲香港體育記者協會評選為香港隊最有價值球員（MVP）。正在休學的他直言，希望兩年內到日本打職業賽吸取經驗，務求協助港隊爭奪2016年夏季奧運會資格。2012年5月26日，首次在旺角大球場舉行的亞洲五國男子欖球賽，香港以55–0大勝哈薩克，獲得季軍；姚錦成比賽時撞傷眼角，需縫5針。2013年香港國際七人欖球賽，姚錦成在對阿根廷的賽事中成功達陣，協助香港隊晉級四強。最後屈居英格蘭之後獲得銀碟賽亞軍。賽後再次獲香港體育記者協會評選為港隊最有價值球員（MVP）。2014年9月，姚錦成代表中國香港參加南韓仁川舉行的亞運會七人欖球比賽，在決賽負於日本隊，奪得銀牌。
2018年9月，姚錦成代表中國香港參加印尼舉行的亞運會七人欖球比賽；結果，香港隊以全勝姿態打進決賽，並在決賽以14比0擊敗日本隊，奪得金牌。賽後，最後一次參加亞運的姚錦成表示：「很想藉此機會告訴港人，香港這細小地區孕育了很多人才，每面金牌都是運動員的血汗。自幼屋邨長大，之後得家人支持追欖球夢，亦很想告訴香港家長，做運動員絕對有出路。」。
2022年11月7日，姚錦成在2022年的香港七人欖球賽打出職業生涯最好的表現，可惜取得三次達陣的他始終未能助球隊取得一勝。姚錦成表示很想以表現告訴球迷香港欖球其實很強，更要在杭州亞運捲土重來，不排除在2023年再戰香港七欖。

## 家庭生活
2016年1月4日，姚錦成與女友(Kelly)結婚，在尖沙咀設婚宴款待親朋。

## 榮譽
- 香港特區政府嘉獎

行政長官社區服務獎狀（2011年）
- 香港特區政府嘉獎

榮譽獎章(2019年)

## 外部連結
- 七人欖球代表隊球員註冊資料（页面存档备份，存于）